# خیلی گی‌ای (ئی‌پی)
خیلی گی‌ای (انگلیسی: Ur So Gay) نخستین آلبوم چندآهنگه (ئی‌پی) خوانندهٔ آمریکایی کیتی پری است. این ئی‌پی در ۲۰ نوامبر ۲۰۰۷ به‌صورت دیجیتالی توسط کپیتال رکوردز منتشر شد. نسخه فیزیکی ئی‌پی در ۱۵ ژانویه ۲۰۰۸ منتشر شد. این آلبوم شامل چهار قطعه است. قطعه‌های «خیلی گی‌ای» و «گم‌شده» از ئی‌پی بعداً در دومین آلبوم استودیویی پری، یکی از پسرها (۲۰۰۸) قرار گرفتند.